# Wilhelm Boden

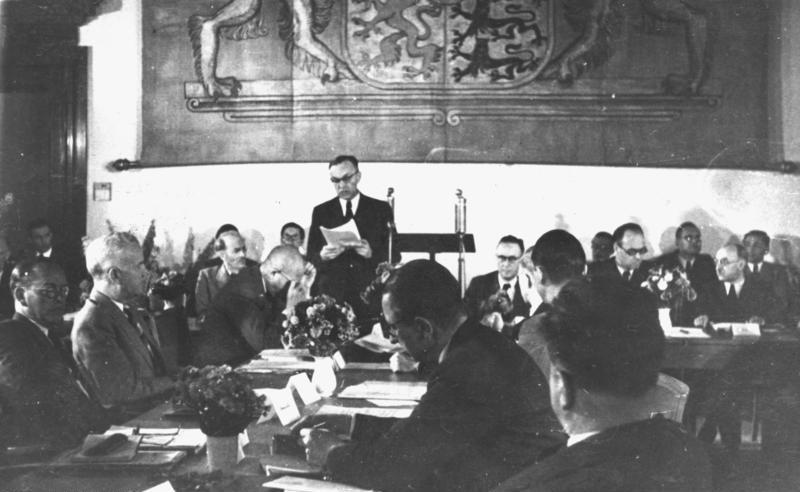
Ministerpräsident Wilhelm Boden (sitzend, 2. v. r.) beim Ministerpräsidenten-Treffen in München 1947

Wilhelm Boden (* 5. März 1890 in Grumbach; † 18. Oktober 1961 in Birnbach) war ein deutscher Jurist, Verwaltungsbeamter und Politiker (Zentrum, CDU). Von 1946 bis 1947 war er der erste Ministerpräsident des Landes Rheinland-Pfalz.

## Leben
Wilhelm Boden wurde am 5. März 1890 als Sohn eines Notars und Justizrates in Grumbach nah dem Glan geboren. Nach dem Abitur 1908 am Humanistischen Kaiser-Wilhelm-Gymnasium in Trier begann er ein Studium der Rechts- und Staatswissenschaften an den Universitäten in Bonn und Berlin. 1908 wurde er Mitglied der katholischen Studentenverbindung KDStV Bavaria Bonn. Er legte 1911 das Erste Juristische Staatsexamen ab, promovierte 1912 an der Julius-Maximilians-Universität Würzburg zum Dr. jur. et rer. pol. und absolvierte danach den juristischen Vorbereitungsdienst. 1915 bestand er in Berlin die Große Juristische Staatsprüfung. Im Anschluss daran trat er in den preußischen Staatsdienst ein und war bis 1916 als Gerichtsassessor bei der Staatsanwaltschaft sowie bei der Stadtverwaltung in Köln tätig. Von 1916 bis 1919 wirkte er als Stadt- bzw. Regierungsassessor in Köln, Essen und bei der Regierung in Düsseldorf.
Während der Zeit der Weimarer Republik trat Boden in die Zentrumspartei ein. Vom 1. Oktober 1919 bis 1933 amtierte er als Landrat des Kreises Altenkirchen, von 1919 bis 1920 und 1929 bis 1933 war er Mitglied des Rheinischen Provinziallandtages. Vom 10. März 1931 bis zum 19. Mai 1932 gehörte er als stellvertretendes Mitglied dem Preußischen Staatsrat an, von 1932 bis 1933 als Abgeordneter dem Preußischen Landtag.
1933 wurde er von den Nationalsozialisten aller Ämter enthoben und für sieben Monate inhaftiert. Er arbeitete als Wirtschafts- und Rechtsberater, ab 1940 als Generalvertreter einer Kölner Versicherung. 1942 wurde er von der Stadtverwaltung Köln dienstverpflichtet.
Im Anschluss an den Zweiten Weltkrieg bestimmten die Besatzungsmächte Boden wieder zum Landrat von Altenkirchen (April bis Mai 1945), von Juni 1945 bis Mai 1946 war er Regierungspräsident in Koblenz. Er beteiligte sich an der Gründung der CDP, einer Vorläuferpartei der CDU, für die er von 1946 bis 1947 der Beratenden Landesversammlung angehörte. Nach kurzer Amtszeit 1946 als Oberpräsident von Rheinland-Hessen-Nassau wurde er am 1. Dezember 1946 von den französischen Besatzungsbehörden auf Initiative von Claude Hettier de Boislambert zum provisorischen Ministerpräsidenten des neu gebildeten Landes Rheinland-Pfalz ernannt.
Nach der ersten Landtagswahl am 18. Mai 1947, bei der er selbst ein Mandat errang, stellte Boden ein CDU-Kabinett auf, in dem er zusätzlich das Innenministerium innehatte. Er musste jedoch sein Amt als Ministerpräsident bereits am 9. Juli an seinen Parteifreund Peter Altmeier abgeben. Ursächlich dafür war ein von ihm verfasstes Schriftstück aus dem Dezember 1945, in dem er vor den politischen Risiken der Aufnahme protestantischer Heimatvertriebener in überwiegend von Katholiken bewohnte Gebiete warnte. Mit dieser Einstellung war er als Ministerpräsident auch in der CDU unhaltbar. Von 1947 bis zu seiner Pensionierung 1959 fungierte er als Präsident der Landeszentralbank von Rheinland-Pfalz. Von Juni 1951 bis zu seinem Tode im Jahre 1961 war er Fraktionsvorsitzender der CDU im Rheinland-Pfälzischen Landtag. Außerdem war er Aufsichtsratsvorsitzender der Gebr. Grünewald KGaA in Kirchhundem, Aufsichtsratsmitglied des Rheinisch-Westfälischen Elektrizitätswerkes und Zentralbankratsmitglied der Deutschen Bundesbank. Wilhelm Boden starb am 18. Oktober 1961 in seinem Wohnort Birnbach im Westerwald.

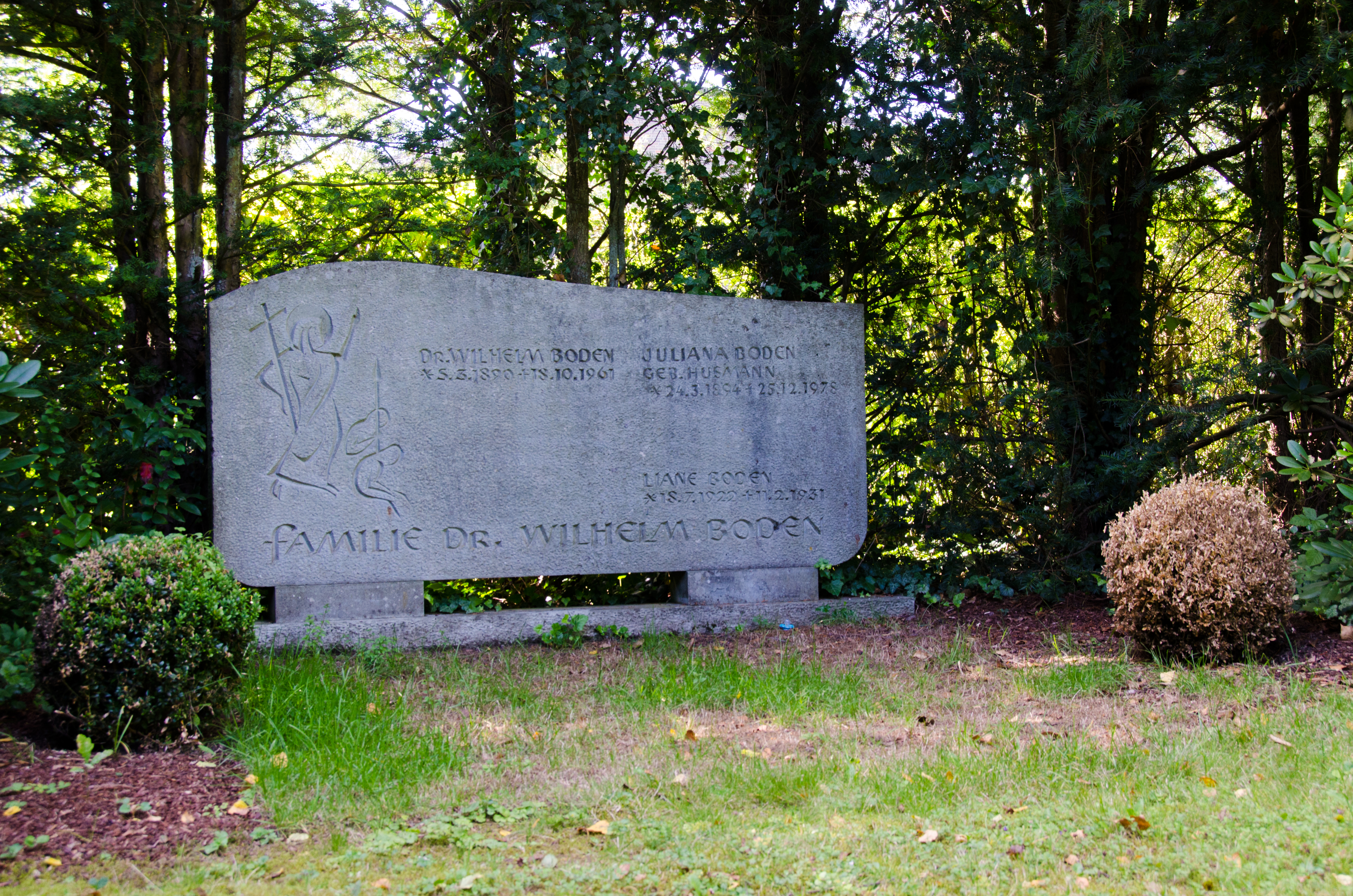
Grabstätte der Fam. Boden in Altenkirchen/ Ww

## Ehrungen
- Großes Verdienstkreuz mit Stern und Schulterband der Bundesrepublik Deutschland, 1960
- Ehrensenator und Ehrendoktorwürde (Dr. jur. h. c.) der Johannes Gutenberg-Universität Mainz
- Ehrenmitglied des Deutschen Archäologischen Institutes

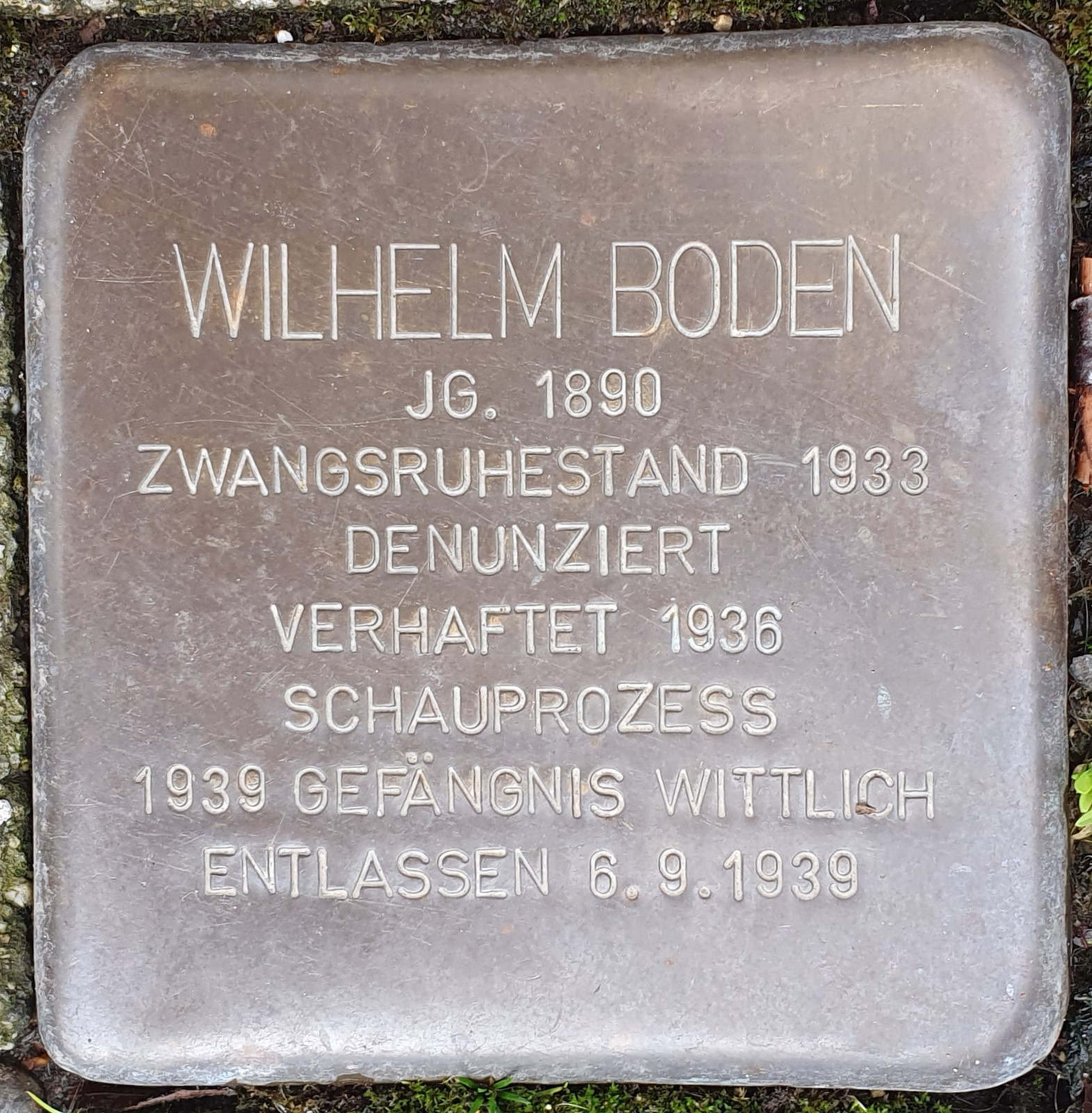
Stolperstein in Trier